# Centrum dopravního výzkumu
Centrum dopravního výzkumu, v. v. i.  (CDV) je česká veřejná výzkumná instituce se sídlem v Líšni v Brně. Ústav se věnuje výzkumu dopravy a dalším činnostem souvisejícím s dopravou. Původně státní příspěvková organizace byla založena 1. ledna 1993 jako právní nástupce českých částí federálního Výzkumného ústavu dopravního v Žilině. Od roku 2007 má ústav formu veřejné výzkumné instituce a jeho zřizovatelem je Ministerstvo dopravy České republiky.
Regionální pobočky CDV sídlí v Olomouci a Ostravě.

## Poslání a mise
Posláním, misí CDV je:
- uskutečňovat výzkumnou a vývojovou činnost v oblasti dopravy,
- poskytovat odborně nezávislou expertní a servisní podporu pro ministerstva (zejména dopravy, vnitra a životního prostředí), krajské, městské a obecní orgány státní správy a samosprávy pro jejich strategické a taktické rozhodování,
- být oporou a nástrojem transferu znalostí komerčním subjektům s cílem posílit jejich konkurenceschopnost v domácím i evropském měřítku,
- zastupovat resort dopravy v mezinárodních organizacích a být aktivní i na poli vzdělávacím.

## Výzkum a transfer technologií
Centrum dopravního výzkumu svým výzkumným zaměřením pokrývá klíčové potřeby rozvoje dopravy v České republice, a to na celostátní, regionální i místní úrovni.
Zabývá se obory, jako jsou bezpečnost silničního provozu, technologie výstavby, údržby, oprav a rekonstrukcí dopravní infrastruktury včetně geotechnických aspektů a diagnostiky dopravních staveb.
Dále řeší dopady dopravy a její infrastruktury na životní prostředí, ale také ekonomiku dopravy, multimodální dopravu, dopravní psychologii, vzdělávání v dopravě, modelování dopravní poptávky, geografické informačními systémy, odbavovací a parkovací systémy a telematické řídicí systémy.
Zaměřuje se také na smart mobilitu a nové technologie, jako jsou kupříkladu autonomní systémy v dopravě.
Do České republiky CDV přineslo švédskou VIZI NULA. Jde o ambiciózní plán Švédska z roku 1997 (pozn. poprvé představen již v roce 1995) dosáhnout nulového počtu usmrcených osob a nulového počtu vážných zranění při silničních dopravních nehodách. Hovoří se o ní také v Bílé knize Komise evropských společenství z roku 2001: „Evropská dopravní politika pro rok 2010: čas rozhodnout“. Na VIZI NULA byla postavena také Národní strategie bezpečnosti silničního provozu.
DOPRAVA PRO BUDOUCNOST se stala ústředním sloganem CDV pro komunikaci s odbornou i laickou veřejností. Vyjadřuje úsilí o dopravu bezpečnou, funkční, chytrou (použitím moderních IT technologií), šetrnou k lidem i k životnímu prostředí. Podpora udržitelného rozvoje dopravy je důležitým cílem CDV.
Výstupy z uskutečňovaného výzkumu CDV přímo aplikuje různými cestami do praxe. Pro podporu této činnosti vybudovalo vlastní Centrum transferu technologií. Jeho úkolem je efektivní komercializace dosažených výsledků výzkumu ve všech oblastech dopravy, vytváření nových výzkumných a komerčních příležitostí a podmínek pro zajištění účelné spolupráce s potenciálními partnery i aplikační sférou.

## Znalecký ústav
Od roku 2014 je CDV znaleckým ústavem, a to v oborech:
- doprava městská a doprava silniční,
- dopravní psychologie,
- vliv dopravy na kvalitu a čistotu ovzduší,
- ochrana ovzduší před vlivy způsobenými dopravou,
- stavby dopravní, stavby inženýrské, stavební materiál,
- měření a vyhodnocování hlukové zátěže z dopravy.

## Laboratoře

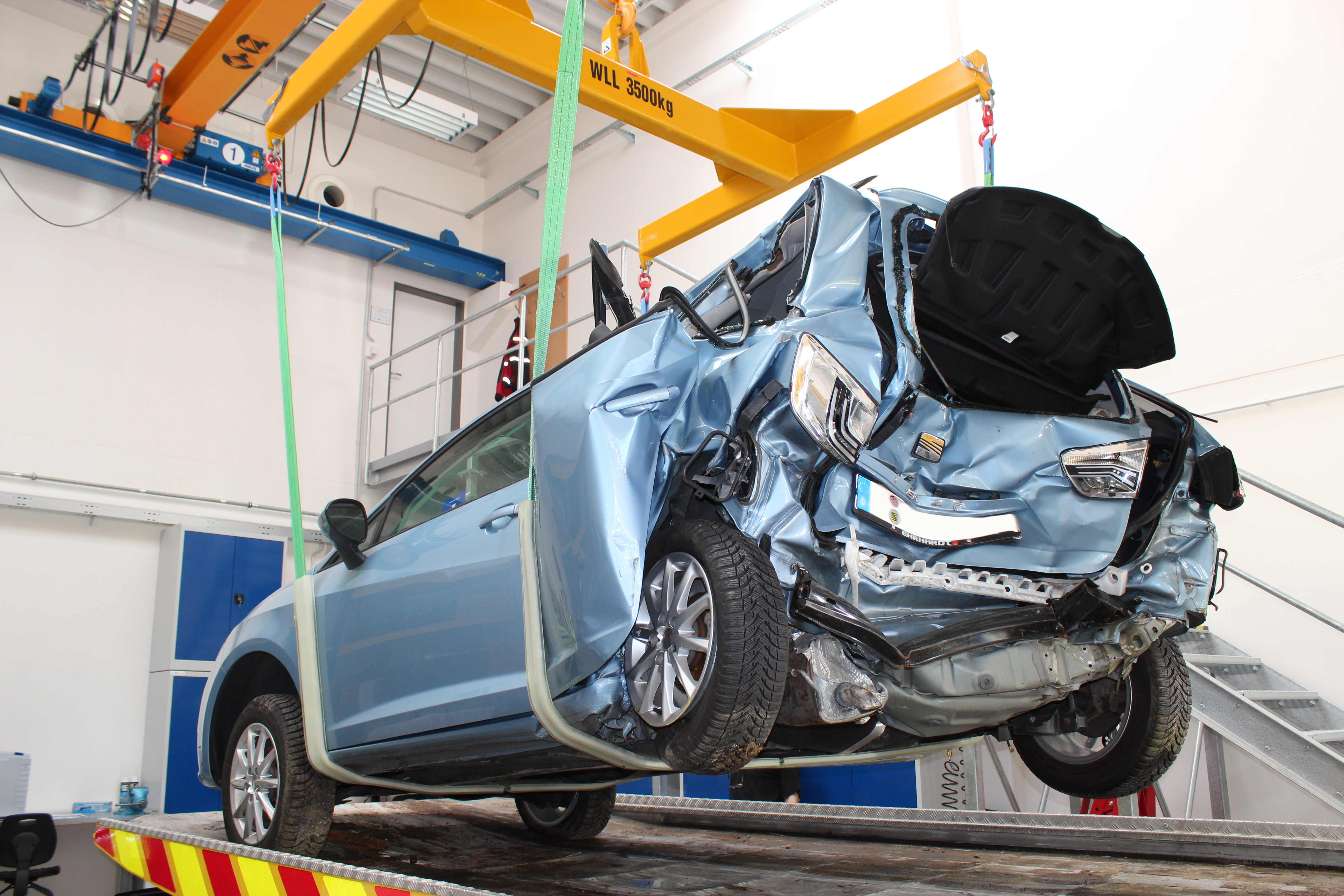
Laboratoř dopravních nehod CDV

Centrum dopravního výzkumu disponuje vlastními laboratořemi s odborným personálem.
V akreditovaném režimu pracují:
- Laboratoř dopravní infrastruktury
- Laboratoř životního prostředí
- Laboratoř dopravního značení

Další laboratoře:
- Laboratoř dopravních nehod
- Psychologické laboratoře